# Muł czerwony
Muł czerwony – osad strefy batialnej o czerwonym zabarwieniu, powstający u ujścia rzek tropikalnych, zawierający duże ilości tlenków i wodorotlenków żelaza, dostających się do rzek w wyniku wietrzenia laterytowego na kontynentach.